# فرودگاه کسکید لاک استیت
فرودگاه کسکید لاک استیت (به انگلیسی: Cascade Locks State Airport) یک فرودگاه همگانی با کد یاتا CZK است که یک باند فرود آسفالت دارد و طول باند آن ۵۴۹ متر است. این فرودگاه در شهر کسکد لکس، اورگن کشور ایالات متحده آمریکا قرار دارد و در ارتفاع ۴۶ متری از سطح دریا واقع شده‌است.